# Myiagra inquieta
El monarca inquieto (Myiagra inquieta) es una especie de ave paseriforme de la familia Monarchidae endémica de Australia. Anteriormente se consideraba conespecífico del monarca chico

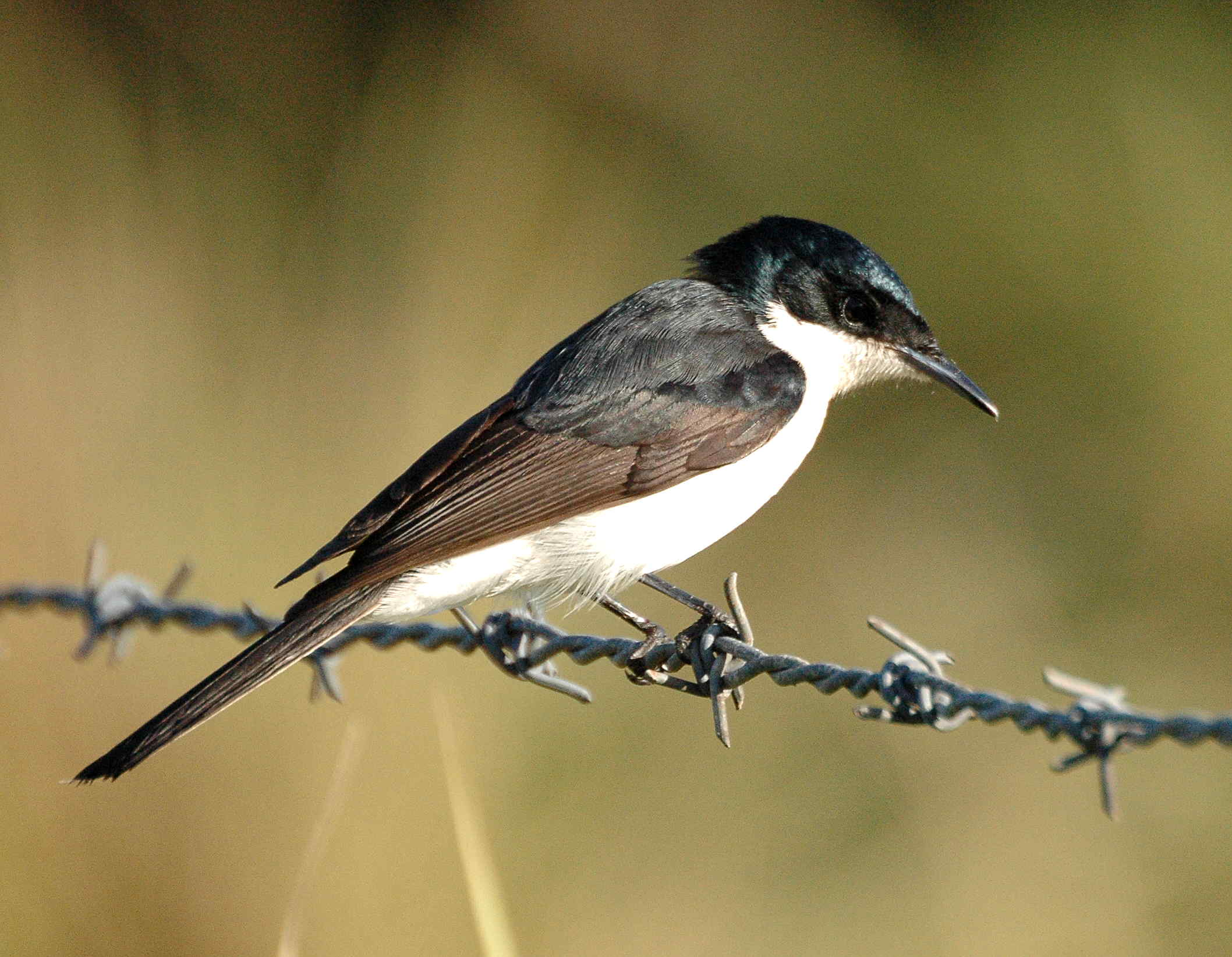
Fotografiado en Dayboro, SE Queensland, Australia.

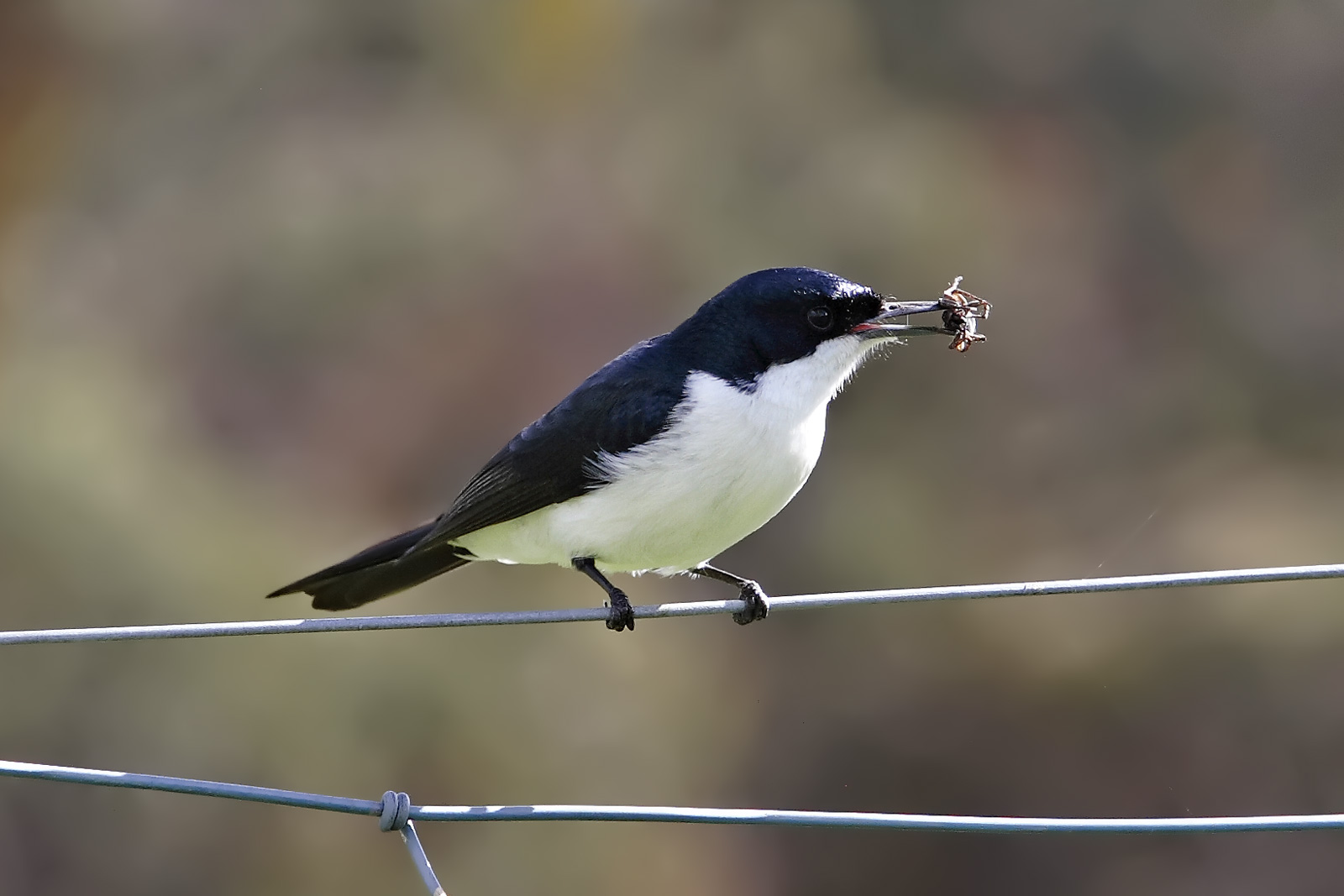
Monarca inquieto alimentándose de una Sparassidae.

Se encuentra en el este y sur de Australia. Mide cerca de 20 cm. La parte superior de la cabeza es azul oscuro brillante y su espalda es negra; mientras que sus partes inferiores son blancas. Se parece mucho al abanico lavandera, pero la carencia de cuello negro y cejas blancas lo distinguen de este. Se alimenta de insectos.
Construye un nido en forma de taza con cortezas trozadas y pasto, unido y cubierto con telarañas. Para el revestimiento usa trozos de corteza, pasto, cabello o plumas. Generalmente es decorado con líquenes, tiras de corteza y huevos de araña. Anida en las bifurcaciones de árboles frondosos, generalmente cerca del agua, aunque puede estar a 20 o 30 metros del suelo.